# Dearborn Heights
Dearborn Heights är en stad i Wayne County i Michigan och utgör en del av Detroits storstadsområde Metro Detroit. Vid 2010 års folkräkning hade Dearborn Heights 57 774 invånare.

## Kända personer från Dearborn Heights
- Jordan Oesterle, ishockeyspelare